# کلاته هندی
کلاته هندی یک روستا در ایران است که در دهستان حومه (شیروان) واقع شده‌است. کلاته هندی ۱۰۲ نفر جمعیت دارد.